# 坎貝爾 (明尼蘇達州)
坎貝爾（英語：Campbell）是一個位於美國明尼蘇達州威爾金縣的城市。

## 歷史
坎貝爾於1871年設立，1873年成立營運至今的郵局。

## 人口
根據2020年美國人口普查的數據，坎貝爾的面積為0.613平方千米，皆為陸地。當地共有人口164人，而人口密度為每平方千米268人。